# Circondario della Saale-Holzland
Il circondario della Saale-Holzland (in tedesco Saale-Holzland-Kreis) è un circondario rurale (Landkreis) della Turingia, in Germania.
Comprende 9 città e 86 comuni.
Capoluogo e centro maggiore è Eisenberg.

## Suddivisione amministrativa

### Città e comuni
Tra parentesi gli abitanti al 31 dicembre 2021, il capoluogo della comunità amministrativa è contrassegnato da un asterisco.
Città
- Kahla (6 724)

Comuni indipendenti o con funzione di comunità amministrativa (Erfüllende Gemeinde)

1. Bad Klosterlausnitz (3 384), amministra i comuni:
  1. Albersdorf  (306)
  2. Bobeck (272)
  3. Scheiditz (57)
  4. Schlöben (917)
  5. Schöngleina (532)
  6. Serba (701)
  7. Tautenhain (924)
  8. Waldeck (223)
  9. Weißenborn (1 135)
2. Bürgel, città (3 032), amministra i comuni:
  1. Graitschen bei Bürgel (391)
  2. Nausnitz (80)
  3. Poxdorf (92)
3. Eisenberg, città (10 673), amministra i comuni:
  1. Gösen (202)
  2. Hainspitz (677)
  3. Mertendorf (146)
  4. Petersberg (287)
  5. Rauschwitz (212)
4. Stadtroda, città (6 570), amministra i comuni:
  1. Möckern (105)
  2. Ruttersdorf-Lotschen (344)

### Comunità amministrative (Verwaltungsgemeinschaft)
- Verwaltungsgemeinschaft Dornburg-Camburg (10 152), con i comuni:

1. Dornburg-Camburg, città * (5 252)
2. Frauenprießnitz (813)
3. Golmsdorf (706)
4. Großlöbichau (739)
5. Hainichen (192)
6. Jenalöbnitz (158)
7. Lehesten (684)
8. Löberschütz (148)
9. Neuengönna (685)
10. Tautenburg (283)
11. Thierschneck (106)
12. Wichmar (204)
13. Zimmern (182)

- Verwaltungsgemeinschaft Heideland-Elstertal-Schkölen (7 654) con i comuni:

1. Crossen an der Elster * (1 541)
2. Hartmannsdorf (672)
3. Heideland (1 742)
4. Rauda (294)
5. Schkölen, città (2 607)
6. Silbitz (624)
7. Walpernhain (174)

- Verwaltungsgemeinschaft Hermsdorf (11 061) con i comuni:

1. Hermsdorf, città * (8 052)
2. Mörsdorf (563)
3. Reichenbach (876)
4. Schleifreisen (418)
5. St. Gangloff (1 152)

- Verwaltungsgemeinschaft Hügelland/Täler (4 925), con i comuni:

1. Bremsnitz (156)
2. Eineborn (324)
3. Geisenhain (193)
4. Gneus (149)
5. Großbockedra (163)
6. Karlsdorf (109)
7. Kleinbockedra (32)
8. Kleinebersdorf (180)
9. Lippersdorf-Erdmannsdorf (448)
10. Meusebach (88)
11. Oberbodnitz (229)
12. Ottendorf (409)
13. Rattelsdorf (74)
14. Rausdorf (201)
15. Renthendorf (386)
16. Tautendorf (144)
17. Tissa (122)
18. Tröbnitz * (463)
19. Trockenborn-Wolfersdorf (595)
20. Unterbodnitz (187)
21. Waltersdorf (152)
22. Weißbach (121)

- Verwaltungsgemeinschaft Südliches Saaletal (10 735)
[Sede: Kahla], con i comuni:

1. Altenberga (748)
2. Bibra (267)
3. Bucha (1 175)
4. Eichenberg (366)
5. Freienorla (328)
6. Großeutersdorf (281)
7. Großpürschütz (376)
8. Gumperda (380)
9. Hummelshain (618)
10. Kleineutersdorf (340)
11. Laasdorf (531)
12. Lindig (230)
13. Milda (722)
14. Orlamünde, Stadt (1 083)
15. Reinstädt (464)
16. Rothenstein (1 148)
17. Schöps (250)
18. Seitenroda (198)
19. Sulza (273)
20. Zöllnitz (957)